# Kazimierz Funk
Kazimierz Funk (23. února 1884 Varšava – 19. ledna 1967 Albany, New York) byl polský biochemik židovského původu. Stal se prvním uznaným objevitelem vitamínu B1, což je vůbec první objevený vitamín. Je tedy označován za „objevitele vitamínů“. Slávu přebral japonskému biochemikovi Umetaro Suzukimu.